# توماس سوب
توماس سوب (بالنرويجية البوكمول: Thomas Sopp)‏ (مواليد 15 سبتمبر 1971) هو سبّاح نرويجي، مثّل بلاده في الألعاب الأولمبية الصيفية 1992.

## روابط خارجية
توماس سوب على موقع الاتحاد الدولي للسباحة (الإنجليزية)
- توماس سوب على موقع أوليمبيديا (الإنجليزية)